# Bandar Khalifah (Tamiang Hulu)
Bandar Khalifah is een bestuurslaag in het regentschap Aceh Tamiang van de provincie Atjeh, Indonesië. Bandar Khalifah telt 958 inwoners (volkstelling 2010).